# Varel
Varel er en by i Landkreis Friesland, Niedersachsen i Tyskland. Byen ligger nær Jade floden og Jadebusen. Byen ligger 15 km syd for Wilhelmshaven og 30 km nord for Oldenburg.
I 2003 havde flyfabrikken Airbus 1.172 ansatte i Varel.